# Селивонівка (зупинний пункт)
Селивонівка (біл. Селівонаўка) — зупинний пункт Мінського відділення Білоруської залізниці в Молодечненському районі Мінської області. Розташований у селі Селивонівка; на лінії Мінськ-Пасажирський — Молодечно, поміж зупинними пунктами Криниця і Фестивальний.